# Jakubovany (Prešov)
Jakubovany (in ungherese Magyarjakabfalva, in tedesco Jakobsdorf) è un comune della Slovacchia facente parte del distretto di Sabinov, nella regione di Prešov.